# 小行星3271
小行星3271（3271 Ul）是一颗围绕太阳公转的小行星。1982年9月14日，漢斯-埃米爾·舒斯特在拉西拉天文台发现了此天体。
該小行星以萬那杜神話的月亮女神烏爾（Ul）命名。
这颗小行星的绝对星等为158.863902848447等。